# リーガ・エスパニョーラ1945-1946
この項目では、1945-1946年シーズンのリーガ・エスパニョーラ (ラ・リーガ、プリメーラ・ディビシオン)について述べる。
リーガ・エスパニョーラ1945-1946は、スペインのプロサッカーリーグ、リーガ・エスパニョーラの15回目のシーズンである。
1945年9月23日に開幕し、1946年5月31日に閉幕。セビージャCF (現セビージャFC)が初優勝した。

## レギュレーション
- 14チームによるH＆A2回戦総当たり・全26節。勝ち点配分は勝利2・引分け1・敗北0。勝ち点が並んだ時の順位決定法に変化なし。
- プリメーラ・ディビシオン13位・14位はセグンダ・ディビシオン1位・2位と自動的に入れ替え。
- プリメーラ・ディビシオン12位はセグンダ・ディビシオン3位と中立地で2戦制の入れ替え戦を行う。昨季までの1試合制ではない。

## 1945-1946年シーズンの昇降格
| セグンダ・ディビシオンへ降格                                                                                             | プリメーラ・ディビシオンへ昇格 |
| --- | --- |
| グラナダCF (12位・入れ替え戦敗北) セントロ・デ・デポルテス・サバデルCF(13位) RCデポルティーボ・デ・ラ・コルーニャ (14位) | クルブ・デポルティーボ・アルコヤーノ (1位) エルクレス・クルブ・デ・フトボル (2位) レアル・クルブ・セルタ・デ・ビーゴ (3位・入れ替え戦勝利) |

## 1945-1946年シーズンのリーガ・エスパニョーラのチーム
CDカステリョンは1945年10月4日の第7節アトレティコ・アビシオン戦から新スタジアムへ移転した。
| クラブチーム                       | ホームタウン                       | スタジアム                                                 | 監督                                           |
| ---------------------------------- | ---------------------------------- | ---------------------------------------------------------- | ---------------------------------------------- |
| CDアルコヤーノ                     | アルコイ                           | エイル・クウアオ                                           | スペインの旗                                   |
| アトレティコ・デ・ビルバオ         | ビルバオ                           | サン・マメス                                               | フアン・ウルキス                               |
| クルブ・アトレティコ・アビアシオン | マドリード                         | メトロポリターノ                                           | リカルド・サモラ                               |
| CFバルセロナ                       | バルセロナ                         | ラス・コルツ                                               | ジュゼップ・サミティエー                       |
| CDカステリョン                     | カスティーリョー・デイ・ラ・プラナ | カンポー・デイル・ゼイキオール →エイスタディオ・カスタリア | エミリオ・ビダル                               |
| RCセルタ・デ・ビーゴ               | ビーゴ                             | バライードス                                               | カーロイ・プラットコ                           |
| RCDエスパニョール                  | バルセロナ                         | サリア ムンジュイック(第22節のみ)                          | バルタサール・アルベニス →クリサント・ブースク |
| レアル・ヒホンCF                   | ヒホン                             | エル・モリノン                                             | キコ・カンポマネス                             |
| エルクレスCF                       | アリカンテ                         | バルディン                                                 | フランシスコ・パガーサ →ルイス・ウルキリ       |
| CRムルシア                         | ムルシア                           | ラ・コンドミーナ                                           | マヌエル・ロペス・リャモサス →ホセ・グリエラ   |
| レアル・オビエドCF                 | オビエド                           | ブエナビスタ                                               | マヌエル・メアナ                               |
| レアル・マドリードCF               | マドリード                         | チャマルティン                                             | ジャシント・キンコセス                         |
| セビージャCF                       | セビリア                           | ネルビオン                                                 | ラモン・エンシナス                             |
| バレンシアCF                       | バレンシア                         | メスタージャ                                               | エイドゥーアルドゥー・クーベイス               |

## シーズンの流れ

### 優勝争い
セビージャCFはオコネル監督に代えてラモン・エンシナスを招聘。よりによってスペイン各地を爆撃した急降下爆撃機の名を借り、4シーズンで216得点を決めたセビージャのフォワード陣は「ロス・ストゥーカス」などと、物騒な名前で呼ばれていた。しかし、攻撃力で圧倒しても優勝に手が届かないシーズンが続いた。現在の14チーム制リーグを制した監督を迎えるのは、内戦前の12チーム制で優勝経験のある監督に託すより良いかもしれない。つまりバレンシアを初優勝させたノウハウを持ち込むという事である。
アトレティコ・デ・ビルバオやCFバルセロナといった「旧世代」は、無敗継続・失点の抑え・連敗しない事・少ない点差で勝つ・当該対戦優位の確保など、必要な戦略を立てて内戦後の時代に1回ずつ優勝した。今季のレアル・マドリードCFを見てもさほど派手な大勝は無く、負けないことを重視した姿勢が窺える。古い世代の名門達は、今の覇権争いに生き残るための努力をしていた。
王者バルサは開幕3連勝、計8失点の連敗を経て、3試合無敗。単独首位に立ち好調なスタートだった。この王者と昨季最後までレースを繰り広げたレアル・マドリードCF、レアル・オビエドCF、セビージャという得点力頼みを脱却し継続力を養っているチームが優勝争いの中心になった。オビエドは開幕から3連勝を含む6試合無敗、第7節から5試合無敗、第14節から3試合無敗を記録して単独首位に立った。これは今までのオビエドと違った。
対するセビージャは開幕9試合無敗、第15節でセルタに0-4で大敗した後、第21節まで地味なスコアながらも4連勝を含む6試合無敗で首位に立った。前半戦は第12節まで8試合無敗を誇り、首位にも立ったRマドリードはこの時期、負けはしないものの勝ち点が伸びず引き離され、第22節のバルサ戦の敗北で首位と勝ち点5差がついた。オビエドも終盤に入って均衡が崩れ、残り2節の時点でほぼ可能性は消えた。
この混戦の中でビルバオも第20節までの7試合無敗や、セビージャとの直接対決勝利などで、第22節終了時に勝ち点タイの首位に浮上した。だが直後に下位のエスパニョールに敗れ、奪った首位をセビージャに返上してしまう。かと思えばセビージャが引分け再度ビルバオが首位浮上。第25節はビルバオの敗戦でセビージャがまた首位に立ったが、当該対戦スコアにより、1節を残し逆転の目が消えた。
残る障害は、7試合無敗という王者のしぶとさで勝ち点1差に追い縋った2位バルサとの敵地での直接対決だった。セビージャは守りに入らず、7分にアラウホが先制点を決めてこれを長く守っていたが、63分にブラボに同点弾を許した。だが残り27分を耐えたセビージャが引き分けて優勝を決め、アンダルシア州勢2つ目・リーガ・エスパニョーラ史上7チーム目の新王者となった。

### 残留争い
バレンシア優勝の影響か、近年は同じバレンシア州のCDカステリョン、エルクレスCF、CDアルコヤーノなどが次々に1部へ昇格した。その中で今季最も早く降格が決まったのは、セグンダ2位のエルクレスだった。開幕4試合未勝利、第9節から5連敗を含む7試合未勝利、などで最下位に沈んだ。その後3試合無敗と粘りを見せ12位に浮上したが、第24節からの連敗で1試合を残し自動降格が決まった。
同じくバレンシア州勢で、セグンダ王者として初昇格したアルコヤーノは序盤は安全圏にいたが、第9節からの5連敗で11位へ下降。その後も要所で白星をとってはいたが、第19節のカステリョンとの州ダービーに惜敗してから6試合未勝利。それでも11位を維持し、第25節は上位ビルバオに勝って13位と勝ち点1差で最終節を迎えた。だがRCムルシアとエスパニョールが勝ち点1を「シェア」した一方、アルコヤーノは同州の大先輩バレンシアCFに無慈悲なゴールラッシュを浴び1-6で大敗。勝ち点が並んだエスパニョールとの当該対戦スコアにより、最後の最後で自動降格が決まってしまった。
そして、今季もエスパニョールは「ムンド・デポルティーボ」紙上に見出しを飾った。開幕3戦未勝利、第5節から4試合未勝利、第10節から5連敗を喫し最下位に転落、ダービーも全敗した。この時点では12位ムルシアと勝ち点3差であり、入れ替え戦圏内へ浮上するには最低2節が必要であった。最終的に彼らは6勝を記録したが、より深刻なのは連勝が皆無なことだった。
第20節から4試合無敗と終盤は流石に粘りを見せ、11位・12位と勝ち点1差に詰め寄った。続く第24節は優勝を争うビルバオに1-3とあしらわれるも、第25節はバレンシアに4-0と大勝し、前述のムルシアとの妥協の可能性が生じた。バレンシアが実力通りに11位アルコヤーノに勝てば、両者に勝ち点1を分かちあう意味が成立する。ムルシアは勝ち点1差で、エスパニョールは当該対戦成績で其々アルコヤーノに優っているからである。
結果は2-2の引き分けになり、ムルシアが11位で2年連続自動残留。そしてエスパニョールは勝ち点1を積んで12位に浮上し、内戦後の7年間で実に3度目の入れ替え戦出場となった。

## 結果

### 順位表
| 順 | チーム                             | 試 | 勝 | 分 | 敗 | 得 | 失 | 差  | 点 | 出場権または降格                          |
| -- | ---------------------------------- | -- | -- | -- | -- | -- | -- | --- | -- | ----------------------------------------- |
| 1  | セビージャCF (C)                   | 26 | 14 | 8  | 4  | 53 | 37 | +16 | 36 |                                           |
| 2  | CFバルセロナ                       | 26 | 14 | 7  | 5  | 48 | 31 | +17 | 35 |                                           |
| 3  | アトレティコ・デ・ビルバオ         | 26 | 14 | 5  | 7  | 63 | 38 | +25 | 33 |                                           |
| 4  | レアル・マドリードCF               | 26 | 11 | 9  | 6  | 46 | 30 | +16 | 31 |                                           |
| 5  | レアル・オビエドCF                 | 26 | 10 | 10 | 6  | 44 | 37 | +7  | 30 |                                           |
| 6  | バレンシアCF                       | 26 | 9  | 10 | 7  | 44 | 36 | +8  | 28 |                                           |
| 7  | クルブ・アトレティコ・アビアシオン | 26 | 10 | 6  | 10 | 50 | 48 | +2  | 26 |                                           |
| 8  | CDカステリョン                     | 26 | 11 | 4  | 11 | 38 | 54 | −16 | 26 |                                           |
| 9  | レアル・ヒホンCF                   | 26 | 9  | 7  | 10 | 37 | 39 | −2  | 25 |                                           |
| 10 | RCセルタ・デ・ビーゴ               | 26 | 9  | 3  | 14 | 57 | 56 | +1  | 21 |                                           |
| 11 | RCムルシア                         | 26 | 5  | 10 | 11 | 21 | 39 | −18 | 20 |                                           |
| 12 | RCDエスパニョール (O)              | 26 | 6  | 7  | 13 | 41 | 53 | −12 | 19 | 入れ替え戦に出場                          |
| 13 | CDアルコヤーノ (R)                 | 26 | 7  | 5  | 14 | 39 | 54 | −15 | 19 | セグンダ・ディビシオン1946–1947へ自動降格 |
| 14 | エルクレスCF (R)                   | 26 | 5  | 5  | 16 | 30 | 59 | −29 | 15 | セグンダ・ディビシオン1946–1947へ自動降格 |

1. 1 2  アトレティコ・アビアシオンはCDカステリョンに対し1-2、4-0の1勝1敗で当該対戦勝ち点2-2の同点だが、当該対戦得失点差5-2リードで順位が上になった[54][55]。
2. 1 2  RCDエスパニョールはCDアルコヤーノに対し2-1、1-1の1勝1分けで当該対戦勝ち点3-1リードのため順位が上になった[56][57]。

### 勝敗表
| ホーム / アウェイ                  | ALC | AAV | ATB | BAR | CAS | CEL | ESP | HER | MUR | OVI | RGI | RMA | SEV | VAL |
| ---------------------------------- | --- | --- | --- | --- | --- | --- | --- | --- | --- | --- | --- | --- | --- | --- |
| CDアルコヤーノ                     | —   | 3–1 | 3–2 | 3–3 | 3–1 | 4–2 | 1–1 | 3–1 | 1–0 | 1–1 | 4–1 | 1–3 | 1–2 | 1–2 |
| クルブ・アトレティコ・アビアシオン | 2–0 | —   | 1–0 | 2–0 | 4–0 | 3–2 | 7–3 | 5–2 | 0–0 | 2–2 | 2–0 | 3–1 | 2–1 | 0–0 |
| アトレティコ・デ・ビルバオ         | 2–0 | 1–2 | —   | 2–0 | 7–1 | 2–1 | 3–1 | 6–0 | 6–1 | 2–4 | 2–3 | 3–2 | 4–3 | 2–2 |
| CFバルセロナ                       | 2–0 | 2–1 | 0–6 | —   | 4–0 | 3–1 | 1–0 | 5–3 | 1–1 | 4–0 | 2–0 | 1–0 | 1–1 | 1–1 |
| CDカステリョン                     | 2–1 | 2–1 | 4–0 | 1–1 | —   | 2–1 | 4–1 | 2–1 | 3–0 | 1–1 | 2–0 | 0–3 | 2–2 | 1–0 |
| RCセルタ・デ・ビーゴ               | 6–1 | 6–1 | 1–2 | 1–5 | 4–0 | —   | 4–1 | 4–2 | 1–1 | 3–2 | 2–3 | 3–0 | 4–0 | 1–1 |
| RCDエスパニョール                  | 2–1 | 4–3 | 1–5 | 0–2 | 4–1 | 4–1 | —   | 5–2 | 0–1 | 1–2 | 2–2 | 1–1 | 1–1 | 4–0 |
| エルクレスCF                       | 1–0 | 3–2 | 0–0 | 0–0 | 1–2 | 1–4 | 0–0 | —   | 2–0 | 0–3 | 2–1 | 2–3 | 1–2 | 2–1 |
| RCムルシア                         | 2–3 | 0–0 | 0–0 | 0–2 | 2–3 | 1–0 | 2–2 | 1–1 | —   | 0–3 | 1–0 | 1–0 | 1–1 | 2–2 |
| レアル・オビエドCF                 | 3–2 | 3–3 | 1–2 | 1–1 | 4–2 | 1–0 | 1–0 | 2–0 | 0–0 | —   | 2–2 | 1–1 | 1–1 | 3–0 |
| レアル・ヒホンCF                   | 1–1 | 3–2 | 0–0 | 2–0 | 2–0 | 2–1 | 4–1 | 2–0 | 0–2 | 1–0 | —   | 1–1 | 1–2 | 1–2 |
| レアル・マドリードCF               | 1–0 | 2–1 | 1–1 | 3–2 | 4–0 | 6–0 | 0–0 | 2–0 | 3–1 | 3–1 | 2–2 | —   | 1–1 | 1–1 |
| セビージャCF                       | 4–2 | 3–0 | 4–2 | 2–3 | 3–2 | 3–3 | 1–0 | 2–1 | 3–1 | 3–0 | 3–2 | 2–1 | —   | 3–0 |
| バレンシアCF                       | 6–1 | 6–1 | 1–2 | 0–1 | 2–0 | 5–1 | 3–2 | 2–2 | 2–0 | 2–2 | 1–1 | 1–1 | 1–0 | —   |

### 自動昇格チーム
- CDサバデルCF (セグンダ・ディビシオン1945-1946・1位)[58]
- RCデポルティーボ・デ・ラ・コルーニャ (同・2位) [59]

## 入れ替え戦
プリメーラ・ディビシオン12位のRCDエスパニョールがセグンダ・ディビシオン1945-1946・3位のクルブ・ヒムナスティコ・デ・タラゴナと2戦制で対戦した。
| 1946年5月19日 |

| RCDエスパニョール (12位) | 0 - 0 | クルブ・ヒムナスティコ・デ・タラゴナ (3位) |
|                          |       |                                            |

| エスタディ・オリンピック・リュイス・コンパニス, バルセロナ |

| 1946年5月26日 |

| RCDエスパニョール (12位) | 3 - 0 | クルブ・ヒムナスティコ・デ・タラゴナ (3位) |
|                          |       |                                            |

| エスタディ・オリンピック・リュイス・コンパニス, バルセロナ |

- 勝ったRCDエスパニョールがプリメーラ・ディビシオン1946-1947に残留。敗北したクルブ・ヒムナスティコ・デ・タラゴナはセグンダ・ディビシオン1946-1947に残留。

## 得点ランク・記録
得点ランキング
| 順位 | 得点者               | 得点数 | 試合数 | 得点率 | チーム                 |
| ---- | -------------------- | ------ | ------ | ------ | ---------------------- |
| 1    | テルモ・サラ         | 24     |        |        | アトレティコ・ビルバオ |
| 2    | プルデン             | 21     |        |        | レアル・マドリードCF   |
| 3    | アンヘル・カビド     | 20     |        |        | レアル・オビエドCF     |
| 4    | エドムンド・スアレス | 20     |        |        | バレンシアCF           |
| 5    | バシリオ・ニエト     | 16     |        |        | CDカステリョン         |

### ハットトリック
| 選手名                         | 所属チーム                 | 達成試合                                                             | 回数 |
| ------------------------------ | -------------------------- | -------------------------------------------------------------------- | ---- |
| ホセ・カンポス・ロドリゲス     | セビージャCF               | 第7節・4-2アルコヤーノ                                               | 1回  |
| セサール・ロドリゲス           | CFバルセロナ               | 第11節・5-1セルタ                                                    | 1回  |
| テルモ・サラ                   | アトレティコ・デ・ビルバオ | 第8節・7-1カステリョン 第11節・5-1エスパニョール 第16節・6-1ムルシア | 3回  |
| プルデンシオ・サンチェス       | レアル・マドリードCF       | 第26節・6-0セルタ                                                    | 1回  |
| エレリータ                     | レアル・オビエドCF         | 第3節・3-3アビアシオン                                               | 1回  |
| アンヘル・カビド               | レアル・オビエドCF         | 第4節・4-2Aビルバオ 第9節・3-0エルクレス                             | 2回  |
| エドムンド・スアレス           | バレンシアCF               | 第8節・5-1セルタ 第12節・3-2エスパニョール 第26節・6-1アルコヤーノ   | 3回  |
| オスカル・キランテ・ドミンゲス | アトレティコ・アビアシオン | 第3節・3-3オビエド                                                   | 1回  |
| アンヘル・カルボ・オラスコアガ | RCDエスパニョール          | 第23節・4-3アビアシオン                                              | 1回  |
| ホセ・ビジャール・ゴンサレス   | CDアルコヤーノ             | 第8節・4-1ヒホン                                                     | 1回  |

### 最少失点ゴールキーパー
| 選手                         | 所属         | 試合数 | 失点数 | 失点率 |
| ---------------------------- | ------------ | ------ | ------ | ------ |
| ホセ・バニョン・ゴンサルベス | バレンシアCF | 25     | 29     | 1,160  |